# Campionati mondiali di freestyle 1993
I Campionati mondiali di freestyle 1993 sono stati la 5ª edizione della manifestazione. Si sono svolti a Altenmarkt, in Austria, dall'11 al 14 marzo 1993.

## Risultati

### Uomini

#### Salti
| Posizione | Atleta            | Nazione     | Punti  |
| 1         | Philippe Laroche  | Canada      | 231,79 |
| 2         | Richard Cobbing   | Regno Unito | 229,75 |
| 3         | Jean-Marc Bacquin | Francia     | 229,38 |

Data: 13 marzo 1993

#### Gobbe
| Posizione | Atleta            | Nazione | Punti |
| 1         | Jean-Luc Brassard | Canada  | 26,57 |
| 2         | Fabien Bertrand   | Francia | 25,27 |
| 3         | Olivier Cotte     | Francia | 25,21 |

Data: 13 marzo 1993

#### Balletto
| Posizione | Atleta           | Nazione     | Punti |
| 1         | Fabrice Becker   | Francia     | 29,30 |
| 2         | Rune Kristiansen | Norvegia    | 29,00 |
| 3         | Lane Spina       | Stati Uniti | 28,80 |

Data: 12 marzo 1993

#### Combinata
| Posizione | Atleta            | Nazione     | Punti |
| 1         | Sergei Schuplezow | Russia      | 27,71 |
| 2         | Trace Worthington | Stati Uniti | 27,66 |
| 3         | Hugo Bonatti      | Stati Uniti | 25,62 |

Data: 11 marzo 1993

### Donne

#### Salti
| Posizione | Atleta            | Nazione     | Punti  |
| 1         | Lina Tscherjasowa | Uzbekistan  | 161,37 |
| 2         | Marie Lindgren    | Svezia      | 154,90 |
| 3         | Kristean Porter   | Stati Uniti | 152,99 |

Data: 14 marzo 1993

#### Gobbe
| Posizione | Atleta               | Nazione  | Punti |
| 1         | Stine Lise Hattestad | Norvegia | 25,21 |
| 2         | Petra Moroder        | Italia   | 23,96 |
| 3         | Bronwen Thomas       | Canada   | 23,87 |

Data: 13 marzo 1993

#### Balletto
| Posizione | Atleta         | Nazione     | Punti |
| 1         | Ellen Breen    | Stati Uniti | 25,80 |
| 2         | Sharon Petzold | Stati Uniti | 24,14 |
| 3         | Cathy Fechoz   | Francia     | 23,94 |

Data: 12 marzo 1993

#### Combinata
| Posizione | Atleta            | Nazione     | Punti |
| 1         | Katherina Kubenk  | Canada      | 27,96 |
| 2         | Natalija Orechowa | Russia      | 27,16 |
| 3         | Kristean Porter   | Stati Uniti | 26,77 |

Data: 11 marzo 1993

## Medagliere
| Pos.   | Paese       | Oro | Argento | Bronzo | Totale |
| ------ | ----------- | --- | ------- | ------ | ------ |
| 1      | Canada      | 3   | 0       | 1      | 4      |
| 2      | Stati Uniti | 1   | 2       | 3      | 6      |
| 3      | Francia     | 1   | 1       | 3      | 5      |
| 4      | Norvegia    | 1   | 1       | 0      | 2      |
| 4      | Russia      | 1   | 1       | 0      | 2      |
| 6      | Uzbekistan  | 1   | 0       | 0      | 1      |
| 7      | Regno Unito | 0   | 1       | 0      | 1      |
| 7      | Italia      | 0   | 1       | 0      | 1      |
| 7      | Svezia      | 0   | 1       | 0      | 1      |
| 10     | Austria     | 0   | 0       | 1      | 1      |
| Totale | Totale      | 8   | 8       | 8      | 24     |